# Mihajlo Mihajlov

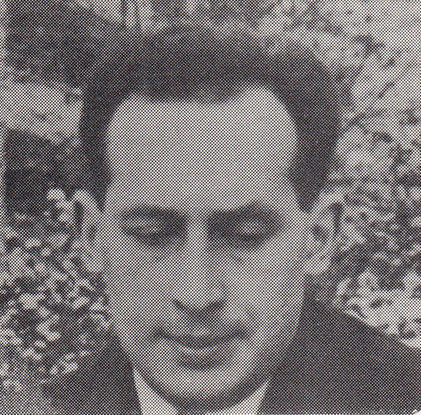
Mihajlo Mihajlov (1965)

Mihajlo Mihajlov (serbisch-kyrillisch Михајло Михајлов; geb. 26. September 1934 in Pančevo, Königreich Jugoslawien; gest. 7. März 2010 in Belgrad, Serbien) war ein jugoslawisch-serbischer Dissident, Menschenrechtsaktivist und Publizist.

## Leben
Mihajlo Mihajlov war ein Sohn von russischen Emigranten, die infolge der Russischen Revolution nach Jugoslawien geflüchtet waren. Er wurde nach Milovan Đilas zum bekanntesten Gegner des Titoismus. 1961 schloss er sein Studium der Vergleichenden Literaturwissenschaft an der Universität Zagreb (Zweigstelle Zadar) mit einem Magistergrad ab und wurde dort nach einem Jahr Militärdienst in der jugoslawischen Armee Dozent für russische Literatur. Im Sommer 1964 wurde er für ein Austauschprogramm nach Moskau eingeladen. Im Jahr darauf veröffentlichte er seine Eindrücke in einem Essay unter dem Titel „Moskauer Sommer“ (Leto moskovsko) und verlor infolgedessen seine Stelle an der Universität wegen „Verleumdung einer befreundeten Nation“. Er wurde von Tito des „Dilasismus“ bezichtigt und nach Berufung von einem Obergericht zu fünf Monaten Haft auf Bewährung verurteilt. Nachdem er in ausländischen Publikationen Texte veröffentlicht hatte und am 15. Juli 1966 einen Brief unter dem Titel „Ist Jugoslawien der Privatbesitz der Kommunistischen Partei?“ an Tito geschrieben hatte, wurde er am 8. August 1966 verhaftet und zu dreieinhalb Jahren Gefängnis verurteilt. Nach seiner Freilassung 1970 wurde er im Oktober 1974 wiederum verhaftet, bis 1977 gefangen gehalten und auf Druck von US-Staatspräsident Jimmy Carters Menschenrechtskampagne vorzeitig entlassen.
1978 emigrierte Mihajlov in die Vereinigten Staaten. Er wurde Dozent für russische Literatur in Yale, an der Ohio State University und der University of Virginia. 1985 erhielt er die amerikanische Staatsbürgerschaft. Von 1985 bis 1994 arbeitete er für Radio Freies Europa in München und Washington, D.C. 2001 kehrte er nach Belgrad zurück, wo er bis zu seinem Tode lebte. Er starb 2010 und wurde in der Allee herausragender Bürger im Neuen Friedhof Belgrad beigesetzt.
Ein Jahr nach seinem Tod veröffentlichte die Hoover Institution der Stanford University eine Sammlung von Mihajlovs Schriften.